# Gerardo Iglesias Argüelles
Gerardo Iglesias Argüelles (29 de juny de 1945, La Cerezal, Astúries) és un polític espanyol retirat.

## Primers anys
En 1950 va ser testimoni de la tortura brutal del seu pare, detingut per la Guàrdia Civil per donar suport als guerrillers antifranquistes.

## Participació política
Miner de professió, va començar a militar en el Partit Comunista d'Espanya (PCE) amb tot just 16 anys, el 1961. Per les seves activitats polítiques i sindicals (va participar en l'organització de Comissions Obreres) va ser empresonat alguns cops durant la dictadura de Francisco Franco. En 1962, amb motiu de la gran vaga minera asturiana, va ser detingut per primera vegada. El 1963 va ser escollit membre del Comitè Regional del PC d'Astúries.
El 1966 Iglesias va ser detingut amb altres membres de la Coordinadora Provincial de Comissions Obreres i condemnat a quatre anys i sis mesos de presó. En 1973 va ser escollit membre del Comitè Central del PCE, però fou detingut novament i va haver de complir altre any de presó.
Iglesias va liderar constantment lluites en nom de la millora de vida per als miners, utilitzant el seu càrrec en el partit per a pressionar al govern. Les autoritats civils sabien que el pou Tres Amigos (el més important de la zona), a Mieres, es concentrava en la cúpula dirigent del comunisme asturià, amb Gerardo Iglesias al capdavant. En aquest sentit, els portaveus oficials desacreditaven la lluita sindical per acusar-la de "lluita d'interessos privats".
Després de l'Assemblea General de Barcelona en 1976 va ser escollit primer Secretari General de Comissions Obreres d'Astúries. La III Conferència Regional del PC d'Astúries el nomenà Secretari General en 1978. Aquest mateix any fou reelegit membre del Comitè Central del PCE en l'IX Congrés i passa a formar part del Comitè Executiu. El novembre de 1982, després de la dimissió de Santiago Carrillo fou nomenat Secretari General del PCE. Pertanyia al sector renovador i es va mantenir enfrontat al sector eurocomunista de Carrillo fins a la seva expulsió el 1985.
En 1986 va participar en la creació d'Izquierda Unida de la qual va ser nomenat Coordinador General. A les eleccions generals espanyoles de 1986 va ser elegit diputat per Madrid. El 1988, durant el XII Congrés del PCE, i després de la renúncia de Gerardo Iglesias, Julio Anguita fou designat nou Secretari General del PCE.
Desposseït de tots els seus càrrecs, es va retirar del partit. Encara que va rebre en 1990 una proposta per a presentar-se novament a les eleccions autonòmiques, no va acceptar i va deixar definitivament la política. Es reincorporaria al seu antic lloc en la mina, fins que per causa d'un accident laboral va haver de retirar-se.